# Monument à Galceran Marquet
Pour les articles homonymes, voir Marquet.
A Galceran Marquet est une colonne-fontaine monumentale située sur la Place du Duc de Medinaceli à Barcelone, dans le district de Ciutat Vella. Créée en 1851, elle est l'œuvre de l'architecte Francisco Daniel Molina et du sculpteur Damià Campeny. Cette œuvre est inscrite comme Bien Culturel d'Intérêt Local (BCIL) dans le Recensement du Patrimoine Culturel catalan.

## Histoire et description

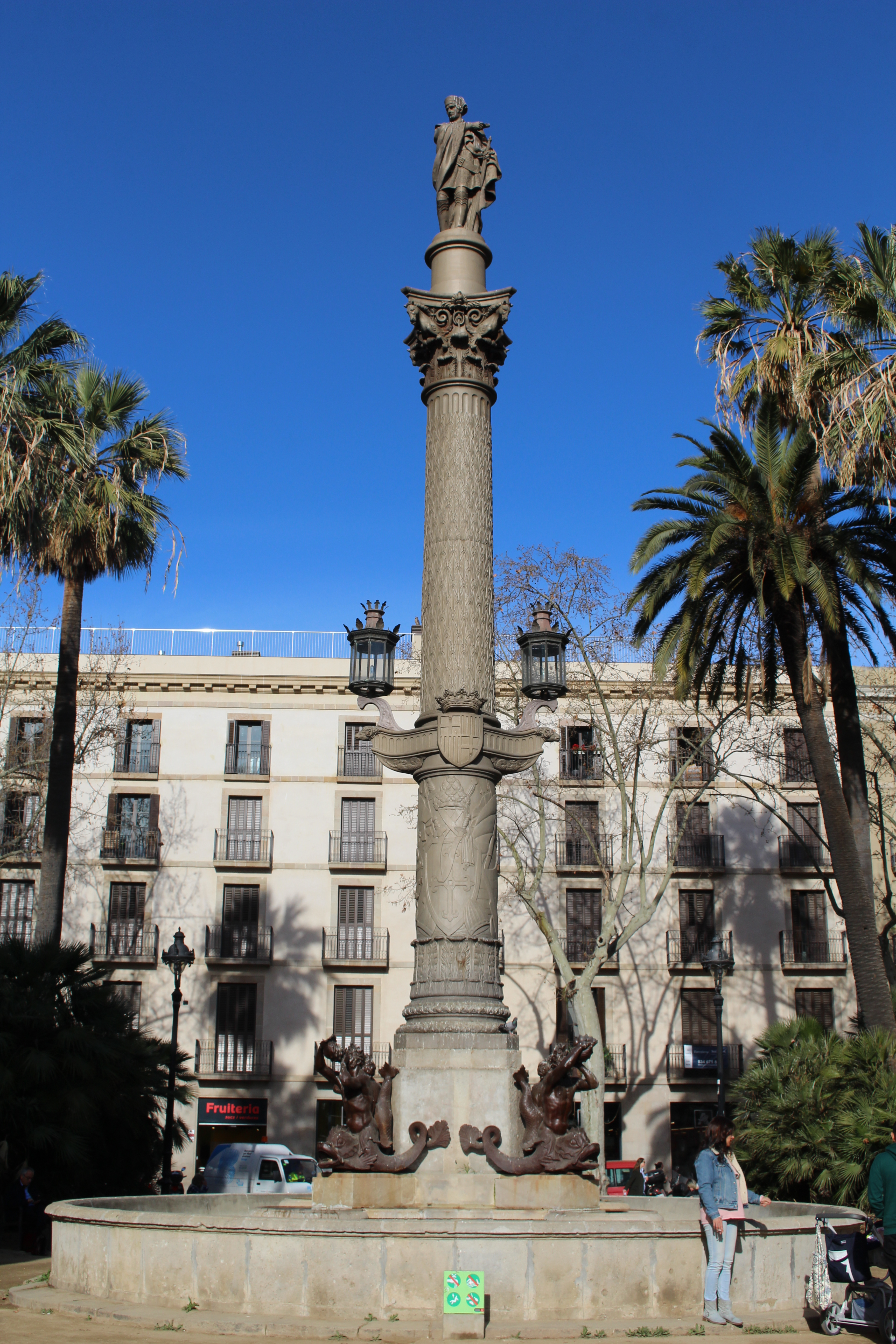
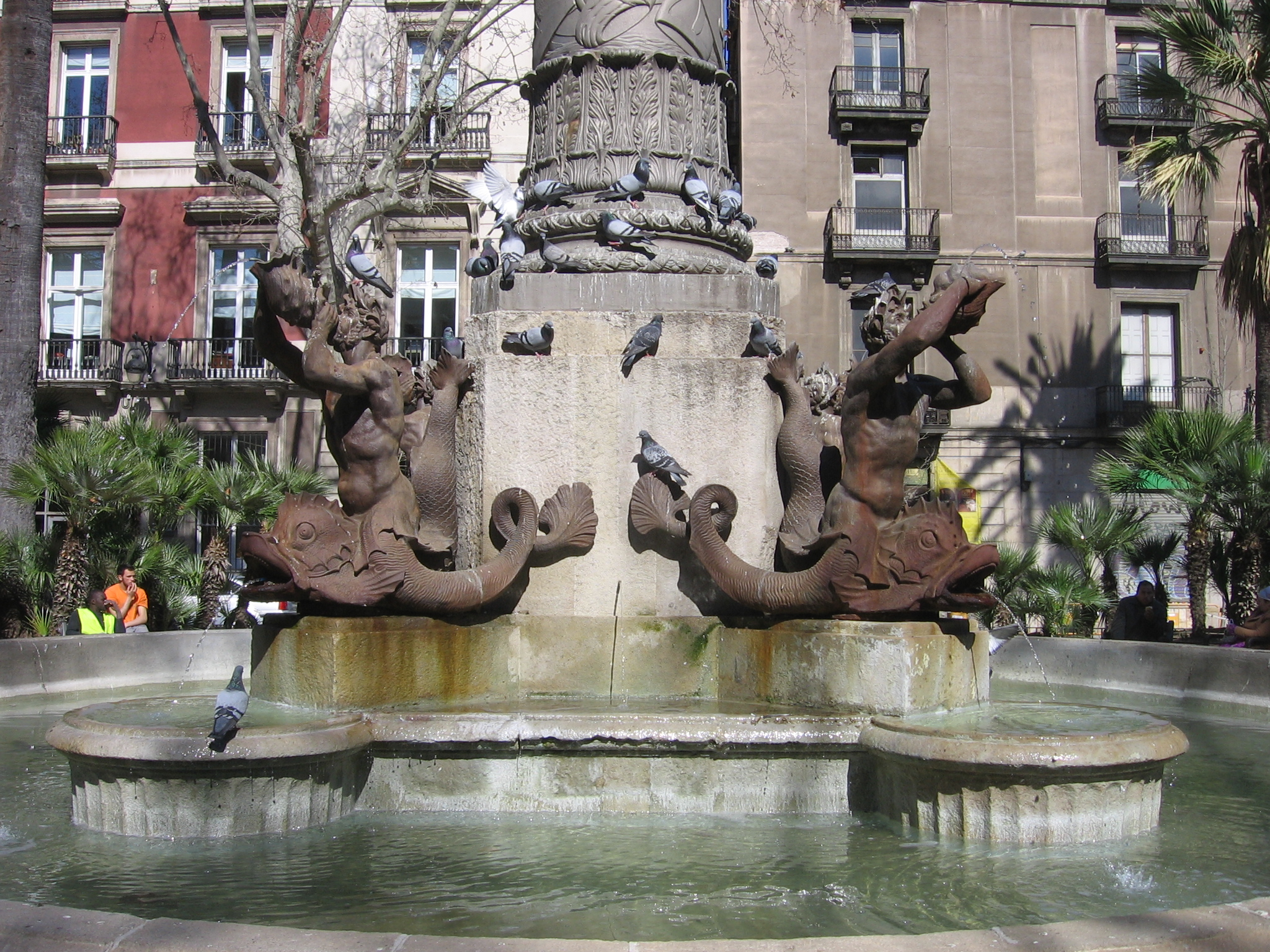

Le monument a été conçu comme une fontaine ornementale devant décorer la récemment urbanisée Place du Duc de Medinaceli, mitoyenne au Paseo de Colón dans le port de Barcelone.
Sur la fontaine a été érigée une colonne de fer de 18 mètres de hauteur, supposée comme étant le premier usage de ce matériau à des fins ornementales dans la ville. Pour parachever la colonne il a été souhaité une statue consacrée à un personnage éminent de l'histoire maritime de la ville, comme Christophe Colomb ou Blasco de Garay. C'est finalement Galceran Marquet (1366-1410) qui a été choisi, qui avait été selon l'historien Antoni de Bofarull le vice-amiral de la flotte catalane qui avait lutté contre la république de Gênes en 1331. La fontaine a été inaugurée le 29 juin 1851.
L'œuvre a été restaurée en 1929 et en 2007.

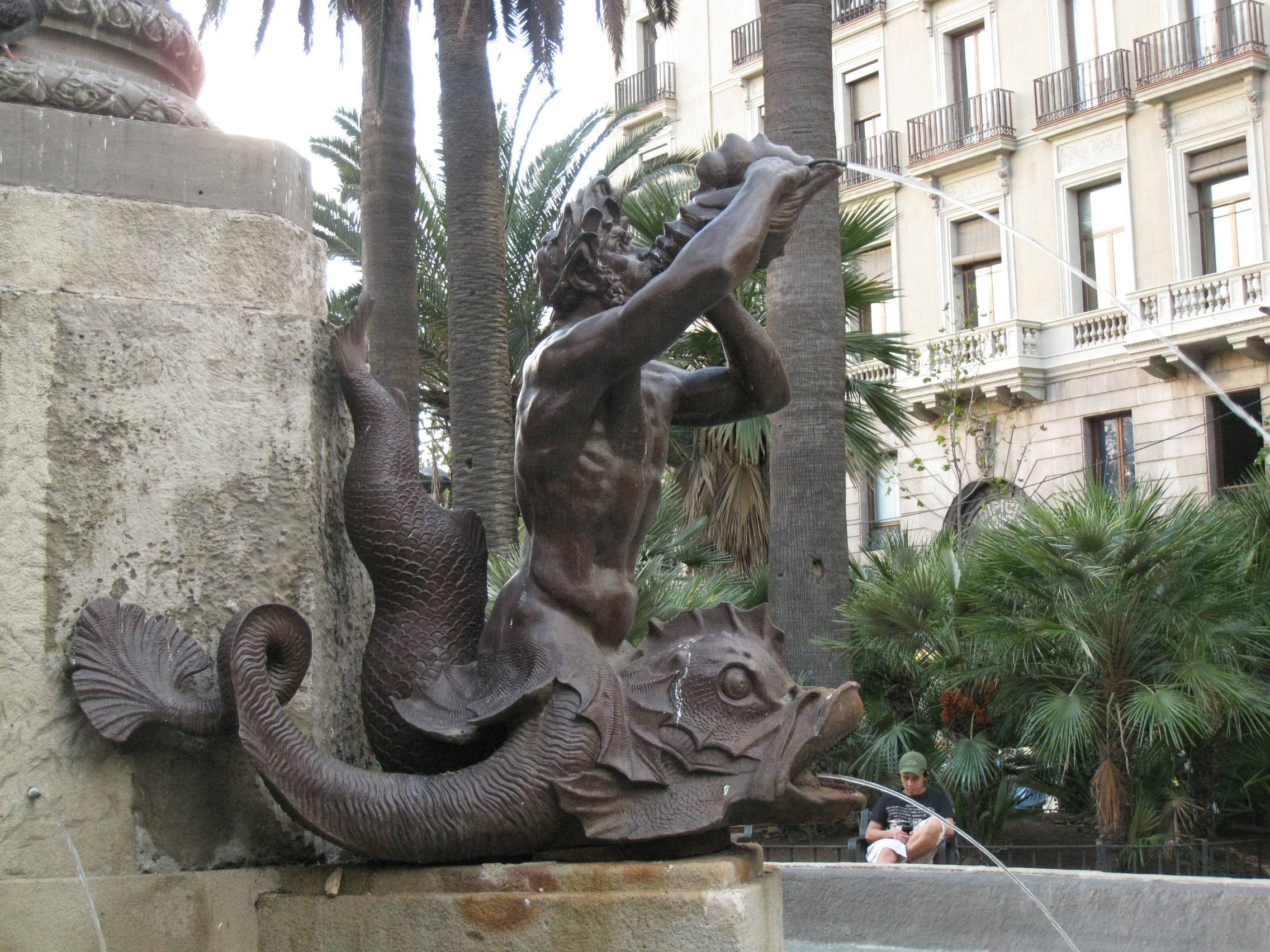
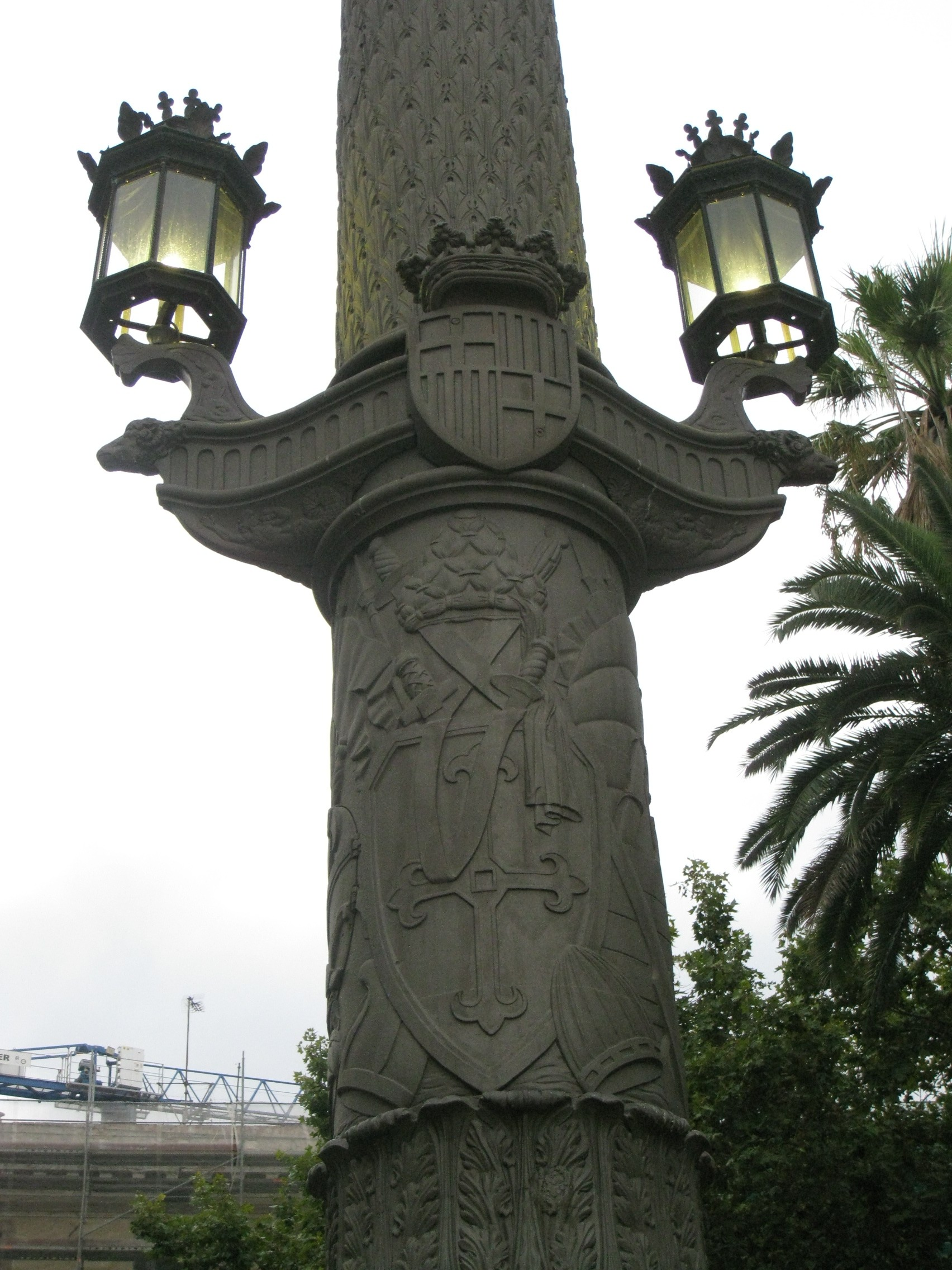